# Сільське господарство Албанії

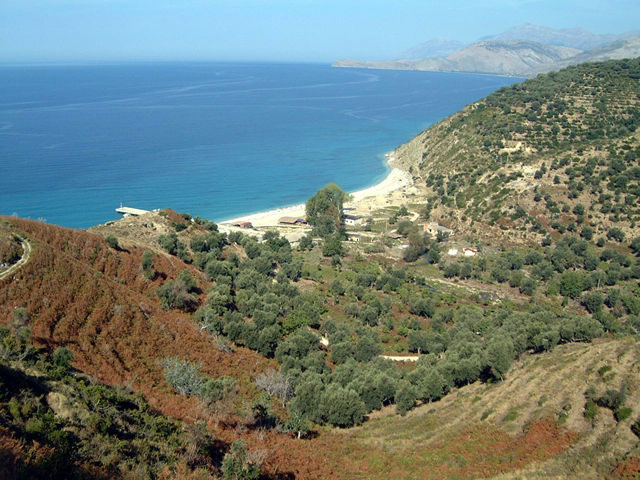
Албанська рив'єра славиться своїми оливковими і цитрусовими плантаціями

У сільському господарстві Албанії задіяно 47,8 % населення і близько 24,31 % території. На частку сільського господарства припадає до 18,9 % ВВП країни .
Одна з найдавніших ферм у Європі була знайдена в південно-східній Албанії .

## Виробництво й експорт

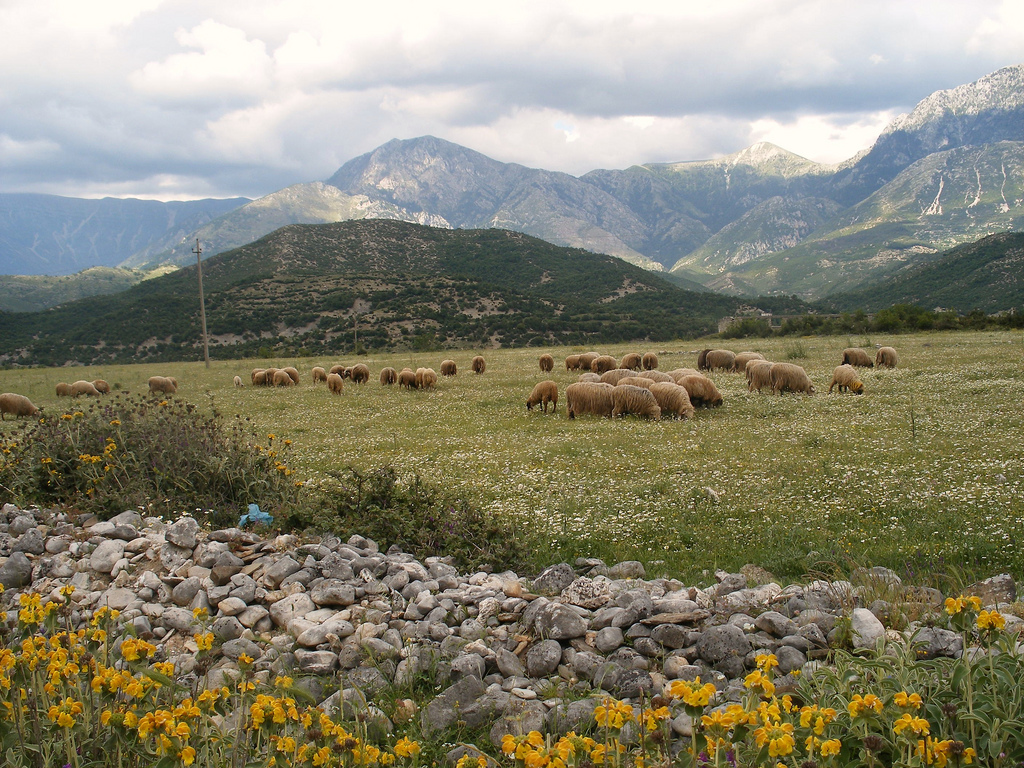
Вівці в Албанії

Основні продукти сільського господарства в Албанії: тютюн, інжир, оливки, пшениця, кукурудза, картопля, овочі, фрукти, цукровий буряк, виноград, м'ясо, мед, молочні продукти, а також лікарські та ароматичні рослини. На сільське господарство Албанії доводиться 18,9 % ВВП і більша частина експорту. Проте, воно представлено, переважно, невеликими сімейними підприємствами і натуральним господарством, через нестачу сучасного устаткування, нечітких прав власності і переважання невеликих, малопродуктивних ділянок землі. Після 1990 року фрагментація землі, невизначеність землеволодіння, відсутність державних реєстрів та банківського кредитування і високий ПДВ є перешкодами на шляху до сучасної аграрної індустрії.
Однак сільськогосподарська сфера поступово змінюється з введенням кооперативів, іноземних інвестицій, формалізацією фермерів і будівництва центрів збору і розподілу.
Албанія є 11-м за величиною виробником оливкової олії .

## Лісове господарство

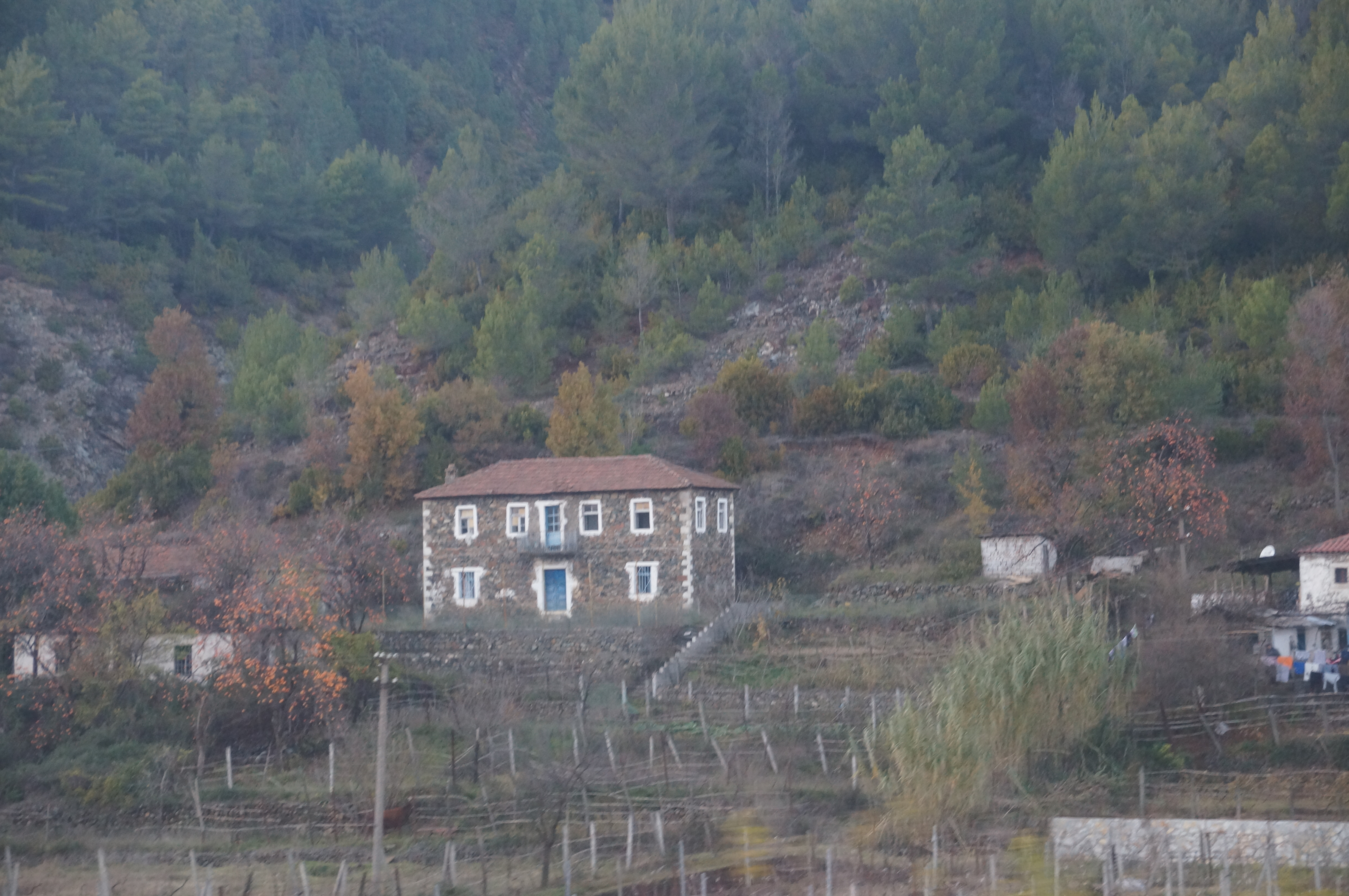
Сад поруч з вежею — кулою в Північній Албанії

В Албанії є ґрунти і клімат, сприятливі для лісової промисловості. Багато історичних лісів Албанії були знищені в результаті неефективної лісозаготівельної діяльності та розширення територій сільськогосподарських угідь в 1990-х роках. Сьогодні ліси займають близько третини території Албанії та, завдяки угоді з Італією і Світовим банком, ведеться лісовідновлення .

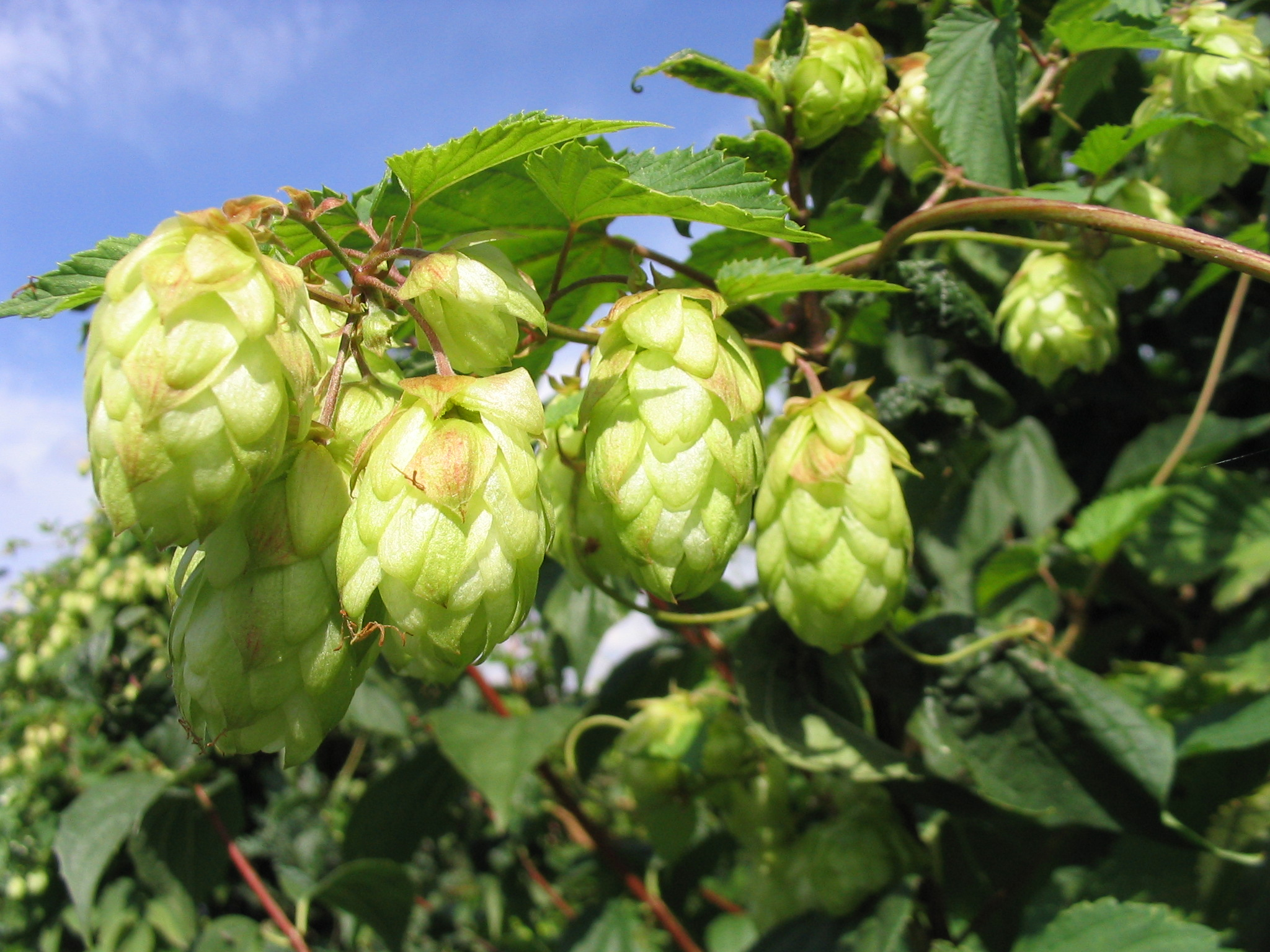
У 2013 році, в 2014 році Албанія стала 8-м найбільшим виробником хмелю.

## Рибальство
Албанія розташована на Іонічному та Адріатичному морях, що дає їй великий потенціал для розвитку рибної галузі. За даними економістів Світового банку та Європейського співтовариства, рибна промисловість Албанії має великий потенціал, оскільки на найближчих грецькому та італійському ринках ціни значно вищі, ніж в Албанії.

## Міжнародні рейтинги
| Рослинництво (загальне виробництво)                 | Місце | Країн у списку |
| --------------------------------------------------- | ----- | -------------- |
| Сливи й терен[5] (Загальний об'єм виробництва) 2014 | 31    | 85             |
| Виноград[6] (Загальний об'єм виробництва) 2014      | 36    | 90             |
| Кавуни[7] (Загальний об'єм виробництва) 2014        | 40    | 130            |
| Фрукти[8] (Загальний об'єм виробництва) 2014        | 98    | 205            |
| Інжир[9] (Загальний об'єм виробництва) 2014         | 11    | 52             |
| Огірок[10] (Загальний об'єм виробництва) 2014       | 39    | 133            |
| Помідори[11] (Загальний об'єм виробництва) 2014     | 56    | 170            |
| Овочі[12] (Загальний об'єм виробництва) 2014        | 72    | 200            |